# محوطه شهردیلمقان
محوطه شهردیلمقان مربوط به دوره سلجوقیان - دوره تیموریان - دوره قاجار است و در شهرستان سلماس، سمت جاده اورمیه به سلماس واقع شده و این اثر در تاریخ ۲۵ اسفند ۱۳۸۰ با شمارهٔ ثبت ۵۰۷۶ به‌عنوان یکی از آثار ملی ایران به ثبت رسیده است.